# Future of Humanity Institute
El Future of Humanity Institute (FHI) va ser un centre de recerca interdisciplinari de la Universitat d'Oxford que investigava qüestions generals sobre la humanitat i les seves perspectives. Va ser fundada l'any 2005 com a part de la Facultat de Filosofia i l'Oxford Martin School.  El seu director era el filòsof Nick Bostrom, i el seu personal d'investigació incloïa el futurista Anders Sandberg i el fundador de Giving What We Can Toby Ord.
Compartint una oficina i treballant estretament amb el Center for Effective Altruism, l'objectiu declarat de l'institut era centrar la investigació on pugui marcar la diferència positiva més gran per a la humanitat a llarg termini. Va participar en una combinació d'activitats acadèmiques i de divulgació, buscant promoure la discussió informada i la participació pública al govern, les empreses, les universitats i altres organitzacions. Els principals finançadors de recerca del centre van incloure Amlin, Elon Musk, el Consell Europeu de Recerca, l'Institut Future of Life i Leverhulme Trust.
El 16 d'abril de 2024 la Universitat d'Oxford va tancar l'Institut, que va dir que s'havia "enfrontat a vents contraris administratius creixents dins de la Facultat de Filosofia".

## Història
Nick Bostrom va establir l'institut el novembre de 2005 com a part de l'Oxford Martin School, després la James Martin 21st Century School.  Entre el 2008 i el 2010, FHI va acollir la conferència Global Catastrophic Risks, va escriure 22 articles de revistes acadèmiques i va publicar 34 capítols en volums acadèmics. Els investigadors de FHI han donat assessorament polític al Fòrum Econòmic Mundial, al sector privat i sense ànim de lucre (com la Fundació Macarthur i l'Organització Mundial de la Salut), així com a organismes governamentals de Suècia, Singapur, Bèlgica, el Regne Unit i els Estats Units.
Bostrom i el bioètic Julian Savulescu també van publicar el llibre Human Enhancement el març de 2009. Més recentment, FHI s'ha centrat en els perills de la intel·ligència artificial (IA) avançada. El 2014, els seus investigadors van publicar diversos llibres sobre el risc de la IA, com ara Smarter Than Us de Stuart Armstrong i Superintelligence: Paths, Dangers, Strategies de Bostrom.
El 2018, Open Philanthropy va recomanar una subvenció de fins a aproximadament 13,4 milions de lliures a FHI durant tres anys, amb una gran part condicionada a una contractació reeixida.

## Risc existencial
El tema més important que FHI ha dedicat temps a explorar és el risc catastròfic global i, en particular, el risc existencial. En un article de 2002, Bostrom va definir un "risc existencial" com aquell "en què un resultat advers aniquilaria la vida intel·ligent que s'origina a la Terra o reduiria de manera permanent i dràstica el seu potencial". Això inclou escenaris en què la humanitat no es veu perjudicada directament, però no aconsegueix colonitzar l'espai i fer ús dels recursos disponibles de l'univers observable en projectes humans valuosos, tal com es discuteix a l'article de Bostrom de 2003, "Astronomical Waste: The Opportunity Cost of Delayed Technological Development".
El llibre Global Catastrophic Risks de Bostrom i Milan Ćirković del 2008 recull assaigs sobre una varietat d'aquests riscos, tant naturals com antropogènics. Els possibles riscos catastròfics de la natura inclouen el supervulcanisme, els esdeveniments d'impacte i els esdeveniments astronòmics energètics com ara esclats de raigs gamma, raigs còsmics, erupcions solars i supernoves. Aquests perills es caracteritzen per ser relativament petits i relativament ben entesos, tot i que les pandèmies poden ser excepcions perquè són més comunes i encaixen amb les tendències tecnològiques.
FHI presta més atenció a les pandèmies sintètiques mitjançant agents biològics armats. Els resultats tecnològics en els quals l'institut està especialment interessat inclouen el canvi climàtic antropogènic, la guerra nuclear i el terrorisme nuclear, la nanotecnologia molecular i la intel·ligència general artificial. En esperar que els riscos més grans provinguin de les tecnologies futures i, en particular, de la intel·ligència artificial avançada, FHI està d'acord amb altres organitzacions de reducció de riscos existencials, com el Centre per a l'Estudi del Risc Existencial i l'Institut de Recerca en Intel·ligència Màquina. Els investigadors de FHI també han estudiat l'impacte del progrés tecnològic en els riscos socials i institucionals, com ara el totalitarisme, l'atur impulsat per l'automatització i els perills de la informació.
L'any 2020, el investigador sènior de la FHI, Toby Ord, va publicar el seu llibre The Precipice: Existential Risk and the Future of Humanity, en el qual argumenta que salvaguardar el futur de la humanitat és un dels temes morals més importants del nostre temps.

## Raonament antròpic
FHI dedica gran part de la seva atenció a les amenaces exòtiques que han estat poc explorades per altres organitzacions i a consideracions metodològiques que informen la reducció i la previsió de riscos existencials. L'institut ha destacat especialment el raonament antròpic en la seva recerca, com una àrea poc explorada amb implicacions epistemològiques generals.
Els arguments antròpics que ha estudiat FHI inclouen l'argument del dia del judici final, que afirma que és probable que la humanitat s'extingeixi aviat perquè és poc probable que s'estigui observant un punt de la història humana que és extremadament primerenc. En canvi, és probable que els humans actuals estiguin a prop de la meitat de la distribució dels humans que viuran mai. Bostrom també ha popularitzat l'argument de la simulació.

## Millora humana i racionalitat
Estretament relacionat amb el treball de FHI sobre avaluació de riscos, residus astronòmics i els perills de les tecnologies futures està el seu treball sobre la promesa i els riscos de la millora humana. Les modificacions en qüestió poden ser biològiques, digitals o sociològiques, i es posa èmfasi en els canvis hipotetitzats més radicals, més que en les innovacions més probables a curt termini. La investigació bioètica de FHI se centra en les possibles conseqüències de la teràpia gènica, l'extensió de la vida, els implants cerebrals i les interfícies cervell-ordinador i la càrrega de la ment.